# La banda dei coccodrilli - Tutti per uno
La banda dei coccodrilli - Tutti per uno (Vorstadtkrokodile 3) è il film del 2011, remake del film Vorstadtkrokodile del 1977 diretto da Wolfgang Groos e l'ultimo dei tre film.
In Germania il film è uscito nel 2011, ed anche in Italia è andato in onda su Sky Cinema Family nel 2011.

## Trama
Hannes compie 13 anni, e Maria vuole festeggiare il compleanno di quest'ultimo da soli. I membri restanti del gruppo, compresa Maria, regalano a Hannes un buono go-kart. Olli parte e va in vacanza con la fidanzata. Nel frattempo i ragazzi restanti della banda, vanno a fare un giro con i go-kart, ma durante una gara, Frank rimane ferito e portato con urgenza in ospedale. Gli amici e il padre vengono a sapere tramite la dottoressa che Frank ha bisogno di un fegato nuovo, perché il suo è gravemente lesionato; come donatori vengono subito esclusi il padre e gli amici. Non resta che il fratello Dennis, che però è in prigione. I ragazzi in un primo momento escogitano un folle piano che non riesce, e, successivamente con l'aiuto della madre di Hannes, riescono a escogitarne uno migliore e tirano Dennis fuori di prigione. A Frank viene donato metà dell'organo così che possano sopravvivere entrambi. Nell'ultima scena del film si vedono tutti i ragazzi, con i piedi immersi nell'acqua di un lago e giurano di rimanere per sempre amici.